# Карпюк, Николай Андронович
Николай Андронович Карпюк (укр. Микола Андронович Карпюк; 21 мая 1964, Великий Житин, УССР, СССР) — украинский общественный и политический деятель, бывший заместитель председателя партии УНА-УНСО а также член центрального совета Правого сектора. Участник конфликта в Приднестровье, грузино-абхазского конфликта, акции Украина без Кучмы.
В марте 2014 был задержан при въезде в Россию, где содержался под стражей по обвинениям в преступлениях против федеральных войск, совершённых в ходе первой чеченской войны. В мае 2016 приговорён к 22,5 годам лишения свободы. Российская правозащитная организация «Мемориал» признала Николая Карпюка вместе со Станиславом Клыхом политзаключёнными.
7 сентября 2019 года освобождён в рамках обмена пленными между Украиной и РФ.

## Политическая деятельность
Был председателем ровенской ячейки Украинской национальной ассамблеи. В 1992—1993 годах участвовал в Приднестровском конфликте на стороне ПМР и в войне в Абхазии на стороне Грузии. Принимал участие в парламентских выборах 1998 и 2002 годов по спискам Украинской национальной ассамблеи (номер 13 и 1 соответственно), однако в Верховную Раду оба раза партия не прошла.
В 2001—2002 году произошёл раскол УНА-УНСО. На съезде в ноябре 2001 года новым председателем УНА избрали Николая Карпюка. В 2000—2001 годах принимал участие в акции «Украина без Кучмы», из-за чего был арестован и приговорён к 4,5 годам заключения. Вышел из тюрьмы в 2004 году. В октябре 2015 Европейский суд по правам человека вынес решение, согласно которому государство Украина должна выплатить Николаю Карпюк компенсацию в размере 3 тыс. Евро за нарушение его прав при рассмотрении дела о событиях 9 марта 2001. После освобождения играл заметную роль в руководстве УНА-УНСО, был заместителем председателя партии Юрия Шухевича. Во время Евромайдана присоединился к Правому сектору. По словам СБУ Карпюк считался «номером два» в Правом секторе.

## Арест
По его словам, в марте 2014 он по инициативе Правого сектора был направлен в Москву на переговоры с лицами якобы из окружения президента Владимира Путина для обсуждения возможности отмены крымского референдума, однако тогдашний лидер Правого сектора Дмитрий Ярош такую информацию опровергает.
17 марта был задержан при пересечении российско-украинской границы в Черниговской области российскими пограничниками, после чего был доставлен в Брянск, где вместе с двумя другими задержанными содержался в изоляторе. 21 марта перевезён в СИЗО города Ессентуки. Во время пребывания в СИЗО к нему якобы применялись пытки и запугивания.
К сентябрю 2015 место пребывания Николая Карпюка было неизвестно: российский адвокат Илья Новиков высказывал предположение о том, что Карпюк мёртв. По сообщению жены, первая встреча Николая Карпюка с адвокатами состоялась 14 сентября 2015, к тому ни защитники, ни украинские консулы в него попасть не могли.
Со слов Карпюка, во время содержания под стражей в отношении него применялись пытки, в частности, пытки электрическим током. Под пытками и угрозами российских правоохранителей похитить и пытать жену и сына Карпюка он вынужден был взять вину на себя. В заключении из-за угрызений совести, что из него выбили недостоверные показания на других людей, предпринял попытку самоубийства, пытаясь перерезать горло ржавым гвоздём, однако эту попытку пресекли надзиратели.

## Уголовное дело
Николаю Карпюк, вместе с другим задержанным в России Украинские, Станиславом Клыхом, были предъявлены обвинения в участии в боевых действиях во время первой чеченской войны на стороне Чеченской Республики Ичкерия, а именно в создании и управлении отрядом «Викинг», покушении на убийство и убийствах военнослужащих вооружённых сил России в 1994—1995 годах. Обвинения базировались на показах приговорённого к 24,5 годам заключения Александра Малофеева, который якобы был членом отряда «Викинг»; сами Клих и Карпюк отрицали посещение Чечни к своему заключения.
26 мая 2016 Верховный суд Чечни признал Николая Карпюка виновным и приговорил к 22,5 годам заключения. Адвокаты Карпюка неоднократно заявляли о нарушениях во время рассмотрения дела их подзащитного. Вместе с другим фигурантом дела — Станиславом Клыхом — Николай Карпюк подписал заявление об апелляции на решение суда, однако Верховный суд РФ оставил в силе приговор обоим заключённым. После завершения судебного процесса для отбывания наказания Николая Карпюка этапировали в колонию во Владимирской области; в конце января 2017 стало известно, что Карпюк находится во Владимирском централе.
В ноябре 2016 Карпюк и Клых направили обращение в Министерство юстиции Украины относительно их перевода для отбывания наказания в Украине; кроме того, защитники Карпюка и Клыха начали подготовку к подаче иска в Европейский суд по правам человека.
Amnesty International назвала судебный процесс над Николаем Карпюком и Станиславом Клыхом «пародией на правосудие».

## Личная жизнь
Женат. Жена — Елена, сын — Тарас.